# Kiến trúc lựa chọn
Kiến trúc lựa chọn là thiết kế theo các cách khác nhau, trong đó các lựa chọn có thể được đưa ra cho người tiêu dùng và tác động của bài thuyết trình đó đến việc đưa ra quyết định của người tiêu dùng. Ví dụ: số lượng các lựa chọn được trình bày, cách thức mà các thuộc tính được mô tả, and the presence of a "default" và sự hiện diện của "mặc định" tất cả có thể ảnh hưởng đến lựa chọn của người tiêu dùng. Kết quả là, những người ủng hộ Chủ nghĩa gia trưởng tự do và chủ nghĩa bất đối xứng đã xác nhận thiết kế có chủ ý về kiến trúc lựa chọn để thúc đẩy người tiêu dùng đối với các hành vi cá nhân và xã hội mong muốn như tiết kiệm hưu trí, chọn thức ăn lành mạnh hoặc đăng ký làm người hiến tạng. Những can thiệp này thường được chứng minh bởi thực tế là các kiến trúc lựa chọn được thiết kế tốt có thể bù đắp cho các thành kiến quyết định bất hợp lý để cải thiện phúc lợi của người tiêu dùng. Các kỹ thuật này do đó đã trở nên phổ biến trong các nhà hoạch định chính sách, dẫn đến việc tạo ra Nhóm hiểu biết hành vi của Anh và Nhà Trắng "Đơn vị Nudge" ví dụ. Trong khi nhiều nhà khoa học hành vi nhấn mạnh rằng không có kiến trúc lựa chọn trung lập và người tiêu dùng duy trì quyền tự chủ và tự do lựa chọn mặc dù các thao tác của kiến trúc lựa chọn, các nhà phê bình của Chủ nghĩa gia trưởng tự do thường lập luận rằng các kiến trúc lựa chọn được thiết kế để vượt qua các quyết định bất hợp lý có thể áp đặt chi phí cho các đại lý hợp lý, ví dụ bằng cách giới hạn lựa chọn hoặc làm suy yếu sự tôn trọng đối với cơ quan con người cá nhân và quyền tự chủ về đạo đức.

## Lý lịch
Thuật ngữ lựa chọn kiến trúc ban đầu được đặt ra bởi Richard Thaler và Cass Sunstein trong cuốn sách năm 2008 của họ Cú hích: Cải thiện các quyết định về sức khỏe, sự giàu có và hạnh phúc. Thaler và Sunstein đã ủng hộ thiết kế chu đáo của kiến trúc lựa chọn như một phương tiện để cải thiện việc ra quyết định của người tiêu dùng bằng cách giảm thiểu các thành kiến và sai sót phát sinh do kết quả của tính hợp lý bị ràng buộc. Cách tiếp cận này là một ví dụ về "chủ nghĩa gia trưởng tự do", một triết lý xác nhận bởi Thaler và Sunstein nhằm "thúc đẩy" các cá nhân hướng tới các lựa chọn có lợi nhất mà không hạn chế lựa chọn. Chủ nghĩa gia trưởng tự do cũng có thể được mô tả như là chủ nghĩa gia trưởng mềm.
Các nhà khoa học hành vi đã nhóm các yếu tố của kiến trúc lựa chọn theo những cách khác nhau. Ví dụ, Thaler, Sunstein và John P. Balz đã tập trung vào "công cụ" sau đây của kiến trúc lựa chọn: mặc định, lỗi mong đợi, hiểu biết ánh xạ (bao gồm khám phá các cách khác nhau để trình bày thông tin ảnh hưởng đến các so sánh tùy chọn), đưa ra phản hồi, cấu trúc lựa chọn phức tạp và tạo ưu đãi. Một nhóm các nhà khoa học hành vi hàng đầu khác đã tạo ra một kiểu chữ của các yếu tố kiến trúc lựa chọn chia chúng thành những cấu trúc mà tập hợp lựa chọn và những người mô tả sự lựa chọn. Ví dụ về cấu trúc bộ lựa chọn bao gồm: số lượng lựa chọn thay thế, hỗ trợ quyết định, mặc định và lựa chọn theo thời gian. Các tùy chọn mô tả lựa chọn bao gồm: các tùy chọn và thuộc tính phân vùng và các thuộc tính thiết kế.

## Các yếu tố
Nghiên cứu từ lĩnh vực kinh tế học hành vi đã chỉ ra rằng các cá nhân có khuynh hướng bị thiên vị dự đoán có thể dẫn đến các lỗi quyết định. Các phần sau đây mô tả những thành kiến này và mô tả các cách mà chúng có thể được giảm thiểu bằng cách thay đổi bối cảnh quyết định thông qua kiến trúc lựa chọn.

### Giảm quá tải lựa chọn
Kinh tế học cổ điển dự đoán rằng việc cung cấp nhiều lựa chọn hơn nói chung sẽ cải thiện tiện ích của người tiêu dùng, hoặc ít nhất là để nó không thay đổi. Tuy nhiên, mỗi sự lựa chọn bổ sung đòi hỏi thêm thời gian và xem xét để đánh giá, có khả năng lớn hơn những lợi ích của sự lựa chọn lớn hơn. Các nhà kinh tế học hành vi đã chỉ ra rằng trong một số trường hợp giới thiệu người tiêu dùng với nhiều sự lựa chọn có thể dẫn đến động lực giảm để lựa chọn và giảm sự hài lòng với các lựa chọn khi chúng được thực hiện. Hiện tượng này thường được gọi là quá tải lựa chọn, Overchoice hoặc chế độ độc tài của sự lựa chọn. Tuy nhiên, tầm quan trọng của hiệu ứng này dường như thay đổi đáng kể theo tình hìnhs. Các kiến trúc sư lựa chọn có thể giảm tình trạng quá tải lựa chọn bằng cách giới hạn các lựa chọn thay thế hoặc cung cấp các công cụ hỗ trợ quyết định.
Các kiến trúc sư lựa chọn có thể chọn giới hạn các lựa chọn lựa chọn; tuy nhiên, giới hạn lựa chọn có thể dẫn đến giảm phúc lợi của người tiêu dùng. Điều này là do số lượng các lựa chọn càng lớn, khả năng bộ lựa chọn càng lớn sẽ bao gồm lựa chọn tối ưu cho bất kỳ người tiêu dùng cụ thể nào. Kết quả là, số lượng lý tưởng của các lựa chọn thay thế sẽ phụ thuộc vào nỗ lực nhận thức cần thiết để đánh giá từng tùy chọn và sự không đồng nhất về nhu cầu và sở thích của người tiêu dùng. Có những ví dụ về người tiêu dùng ngày càng tồi tệ hơn với nhiều lựa chọn hơn là ít hơn trong đầu tư an sinh xã hội và các chương trình thuốc Medicare
Khi các quyết định tiêu dùng ngày càng chuyển sang trực tuyến, người tiêu dùng dựa vào các công cụ tìm kiếm và hệ thống giới thiệu sản phẩm để tìm và đánh giá các sản phẩm và dịch vụ.Các loại hỗ trợ tìm kiếm và quyết định này đều giảm thời gian và nỗ lực liên quan đến tìm kiếm thông tin, nhưng cũng có sức mạnh để định hình tinh tế các quyết định phụ thuộc vào sản phẩm nào được trình bày, ngữ cảnh của bản trình bày và cách chúng được xếp hạng và đặt hàng. Ví dụ, nghiên cứu về hàng tiêu dùng như rượu vang cho thấy việc mở rộng bán lẻ trực tuyến đã giúp người tiêu dùng thu thập thông tin về sản phẩm đơn giản hơn và so sánh các lựa chọn thay thế, giúp họ phản hồi tốt hơn với thông tin về giá cả và chất lượng.

### Mặc định
Một lượng lớn nghiên cứu đã chỉ ra rằng, tất cả mọi thứ đều bình đẳng, người tiêu dùng có nhiều khả năng chọn tùy chọn mặc định hơn. Giá trị mặc định được định nghĩa là khung lựa chọn trong đó một lựa chọn được chọn trước để các cá nhân phải thực hiện các bước hoạt động để chọn một tùy chọn khác. Mặc định có thể mất nhiều hình thức khác nhau, từ việc đăng ký tự động sinh viên đại học trong kế hoạch bảo hiểm y tế đại học cho các biểu mẫu mặc định cho một tùy chọn cụ thể trừ khi thay đổi.
Một số cơ chế đã được đề xuất để giải thích ảnh hưởng của các giá trị mặc định. Ví dụ, cá nhân có thể giải thích mặc định là đề xuất chính sách, thành kiến nhận thức có liên quan đến sự mất mát như xu hướng quo trạng thái hoặc hiệu ứng ưu đãi có thể đang hoạt động hoặc người tiêu dùng có thể không chọn không tham gia do nỗ lực liên quan. Điều quan trọng cần lưu ý là các cơ chế này không loại trừ lẫn nhau và ảnh hưởng tương đối của chúng có thể sẽ khác nhau trong các bối cảnh quyết định.
Các loại mặc định bao gồm các giá trị mặc định đơn giản trong đó một lựa chọn được chọn tự động cho tất cả người tiêu dùng, lựa chọn bắt buộc trong đó sản phẩm hoặc dịch vụ bị từ chối cho đến khi người tiêu dùng lựa chọn chủ động và mặc định cảm giác trong đó lựa chọn được chọn trước dựa trên thông tin khác đã tập hợp về người tiêu dùng cụ thể. Các lựa chọn được thực hiện liên tục cũng có thể bị ảnh hưởng bởi mặc định, ví dụ như mặc định liên tục có thể được thiết lập lại bất kể các quyết định trong quá khứ, trong khi tái định nghĩa mặc định "nhớ" các quyết định trước đây để sử dụng làm mặc định, và mặc định tiên đoán sử dụng thuật toán để đặt mặc định dựa trên hành vi liên quan.
Một trong những nghiên cứu được trích dẫn phổ biến nhất về sức mạnh của mặc định là ví dụ về hiến tạng. Một nghiên cứu cho thấy tỷ lệ đăng ký nhà tài trợ cao gấp đôi khi các nhà tài trợ tiềm năng phải chọn không tham gia và chọn tham gia đăng ký nhà tài trợ. Tuy nhiên, ảnh hưởng của các mặc định đã được chứng minh qua một loạt các lĩnh vực bao gồm đầu tư và bảo hiểm

### Sự lựa chọn theo thời gian
Các lựa chọn có kết quả hiển thị trong tương lai sẽ bị ảnh hưởng bởi một số thành kiến. Ví dụ, các cá nhân có xu hướng bị cận thị, thích các kết quả tích cực hơn trong hiện tại thường là do các kết quả trong tương lai. Điều này có thể dẫn đến các hành vi như ăn quá nhiều hoặc bội chi trong ngắn hạn với chi phí cho các kết quả về an ninh tài chính và sức khỏe lâu dài. Ngoài ra, các dự báo riêng lẻ về tương lai có xu hướng không chính xác. Khi tương lai là không chắc chắn họ có thể đánh giá quá cao khả năng của các kết quả nổi bật hoặc mong muốn, và thường quá lạc quan về tương lai, ví dụ giả sử rằng họ sẽ có nhiều thời gian và tiền bạc hơn trong tương lai hơn là trong thực tế.
Tuy nhiên nghiên cứu chỉ ra rằng có một số cách để cấu trúc kiến trúc lựa chọn để bù đắp hoặc giảm những thành kiến này. Ví dụ, các nhà nghiên cứu đã chứng minh cải thiện việc ra quyết định bằng cách thu hút sự chú ý đến các kết quả trong tương lai của các quyết định hoặc bằng cách nhấn mạnh các tùy chọn tốt nhất thứ hai. Ngoài ra, các ưu đãi có giới hạn thời gian có thể thành công trong việc giảm sự trì hoãn.

### Phân vùng tùy chọn và thuộc tính
Các cách thức trong đó các tùy chọn và thuộc tính được nhóm lại ảnh hưởng đến các lựa chọn được thực hiện. Ví dụ về phân chia các tùy chọn bao gồm việc phân chia ngân sách hộ gia đình thành các loại (ví dụ tiền thuê nhà, thực phẩm, tiện ích, giao thông vv) hoặc các loại đầu tư trong danh mục đầu tư (ví dụ: bất động sản, cổ phiếu, trái phiếu…) các thuộc tính phân vùng bao gồm cách thức các thuộc tính được nhóm lại với nhau, ví dụ: nhãn có thể nhóm một số thuộc tính liên quan lại với nhau (ví dụ: thuận tiện) hoặc liệt kê chúng riêng lẻ (ví dụ: thời gian chạy ngắn, ít dọn dẹp, bảo trì thấp). Số lượng và loại của các loại này là quan trọng bởi vì các cá nhân có xu hướng phân bổ nguồn lực khan hiếm ngang nhau. Mọi người có xu hướng chia đầu tư qua các tùy chọn được liệt kê trong kế hoạch 401K họ ủng hộ việc phân bổ đồng đều các nguồn lực và chi phí cho các cá nhân (tất cả đều bằng nhau), và được thiên vị để gán xác suất bằng nhau cho tất cả các sự kiện có thể xảy ra. Kết quả là, tổng tiêu thụ có thể được thay đổi theo số lượng và loại phân loại. Ví dụ: người mua xe có thể được đẩy mạnh mua hàng có trách nhiệm hơn bằng cách phân loại các thuộc tính thực tế (tiết kiệm nhiên liệu, an toàn, bảo hành v.v.) và tổng hợp các thuộc tính ít thực tế hơn (tức là tốc độ, radio và thiết kế được nhóm lại với nhau thành "phong cách").

### Tránh quá tải thuộc tính
Người tiêu dùng sẽ xem xét tối ưu tất cả các thuộc tính của sản phẩm khi quyết định giữa các tùy chọn. Tuy nhiên, do những khó khăn về nhận thức, người tiêu dùng có thể phải đối mặt với những thách thức tương tự trong việc cân nhắc nhiều thuộc tính đối với những người đánh giá nhiều lựa chọn. Kết quả là, kiến trúc sư lựa chọn có thể chọn giới hạn số lượng thuộc tính, cân nhắc nỗ lực nhận thức cần thiết để xem xét nhiều thuộc tính chống lại giá trị của thông tin được cải thiện. Điều này có thể là thách thức nếu người tiêu dùng quan tâm đến các thuộc tính khác nhau, nhưng biểu mẫu trực tuyến cho phép người tiêu dùng sắp xếp theo các thuộc tính khác nhau sẽ giảm thiểu nỗ lực nhận thức để đánh giá nhiều tùy chọn mà không làm mất lựa chọn.

### Dịch thuộc tính
Việc trình bày thông tin về các thuộc tính cũng có thể làm giảm nỗ lực nhận thức liên quan đến xử lý và giảm lỗi. Điều này nói chung có thể được thực hiện bằng cách tăng khả năng đánh giá và so sánh các thuộc tính. Một ví dụ là chuyển đổi các chỉ số thường được sử dụng thành các số liệu mà người tiêu dùng có thể được giả định quan tâm. Ví dụ, các kiến trúc sư lựa chọn có thể dịch các số liệu phi tuyến tính (bao gồm cả thanh toán hàng tháng tín dụng hoặc dặm mỗi gallon) vào số liệu tuyến tính có liên quan (trong trường hợp này thời gian hoàn vốn gắn liền với một khoản thanh toán tín dụng hoặc gallon mỗi 100 dặm). Kiến trúc sư lựa chọn cũng có thể ảnh hưởng đến các quyết định bằng cách thêm nhãn đánh giá (ví dụ: tốt so với xấu hoặc cao so với thấp) vào số liệu bằng số, các hậu quả tính toán một cách rõ ràng (ví dụ: dịch tiêu thụ năng lượng thành phát thải khí nhà kính), hoặc bằng cách thay đổi thang đo của một số liệu (ví dụ: liệt kê chi phí hàng tháng so với chi phí hàng năm).

## Ví dụ
Khái niệm về kiến trúc lựa chọn tồn tại trong một số trường. Xem ví dụ công việc của B. J. Fogg trên máy tính là công nghệ thuyết phục; khái niệm về tiếp thị xin phép như được mô tả bởi Seth Godin; và như hoạt động định hình trong khoa học quân sự. Kiến trúc lựa chọn cũng tương tự như khái niệm "thẩm mỹ", hoặc thao tác thay đổi kết quả mà không làm thay đổi sở thích cơ bản của người dân, được mô tả bởi nhà khoa học chính trị William H. Riker. Kiến trúc lựa chọn đã được triển khai trong một số lĩnh vực chính sách công và tư nhân. Các biến thể của kế hoạch Save More Tomorrow (được Richard Thaler và Shlomo Benartzi) hình thành, có cá nhân cam kết trước để phân bổ một phần tăng lương tương lai cho tiết kiệm, đã được các công ty áp dụng để tăng tiết kiệm hưu trí của nhân viên.
Lev Virine và Michael Trumper áp dụng khái niệm kiến trúc lựa chọn cho quản lý dự án. Họ đề xuất Kĩ thuật lựa chọn là một khung công tác liên quan đến kiến trúc lựa chọn để cải thiện các quyết định dự án. Người quản lí dự án tạo ra những sai lầm về tinh thần lặp đi lặp lại có thể đoán trước được có thể dẫn đến thất bại của dự án. Kỹ thuật lựa chọn là việc tạo ra các quy trình hoặc môi trường trong đó các nhà quản lý dự án sẽ được hướng tới việc đưa ra các lựa chọn tốt hơn thay vì ủy thác các lựa chọn này. Ví dụ về các quy trình như vậy sẽ sử dụng danh sách kiểm tra và mẫu, giới thiệu kiểm toán dự án thay vì kiểm soát trực tiếp, cung cấp thông tin đầy đủ cho các thành viên nhóm dự án, cải thiện giáo dục quản lý dự án và các quy trình khác. Virine và Trumper cho rằng trong nhiều trường hợp, đặc biệt là đối với các dự án nhỏ hơn, sẽ có lợi hơn khi sử dụng Choice Engineering hơn là các quy trình quản lý dự án phức tạp và nghiêm ngặt.

## Thách thức
Các can thiệp kiến trúc lựa chọn có thể không tạo ra kết quả mong muốn của họ vì nhiều lý do. Thứ nhất, những khác biệt riêng biệt có thể khiến người tiêu dùng phản ứng khác nhau với thông tin. Ví dụ, người tự do và người bảo thủ đã được chứng minh là phản ứng khác với thông tin về hậu quả môi trường của các hành vi liên quan đến năng lượng, trong khi tính toán cá nhân cũng đã được liên kết với các câu trả lời khác nhau cho các kiến trúc lựa chọn. Thách thức lớn thứ hai là đánh giá liệu các kiến trúc lựa chọn có thực sự cải thiện việc ra quyết định hay không. Một cách để đánh giá điều này là đánh giá trải nghiệm của người tiêu dùng sau khi lựa chọn đã được thực hiện cả trong ngắn và dài hạn.

## Thuật ngữ
- Kiến trúc sư lựa chọn là một người định khung các tùy chọn (ví dụ: một người chọn cách các sản phẩm đồng minh được bày trong siêu thị).
- Chủ nghĩa gia trưởng tự do là ý tưởng cho rằng cả hai đều có thể và hợp pháp cho các tổ chức tư nhân và công cộng để tác động đến hành vi trong khi cũng tôn trọng tự do lựa chọn.[35]